# Vnitřnosti

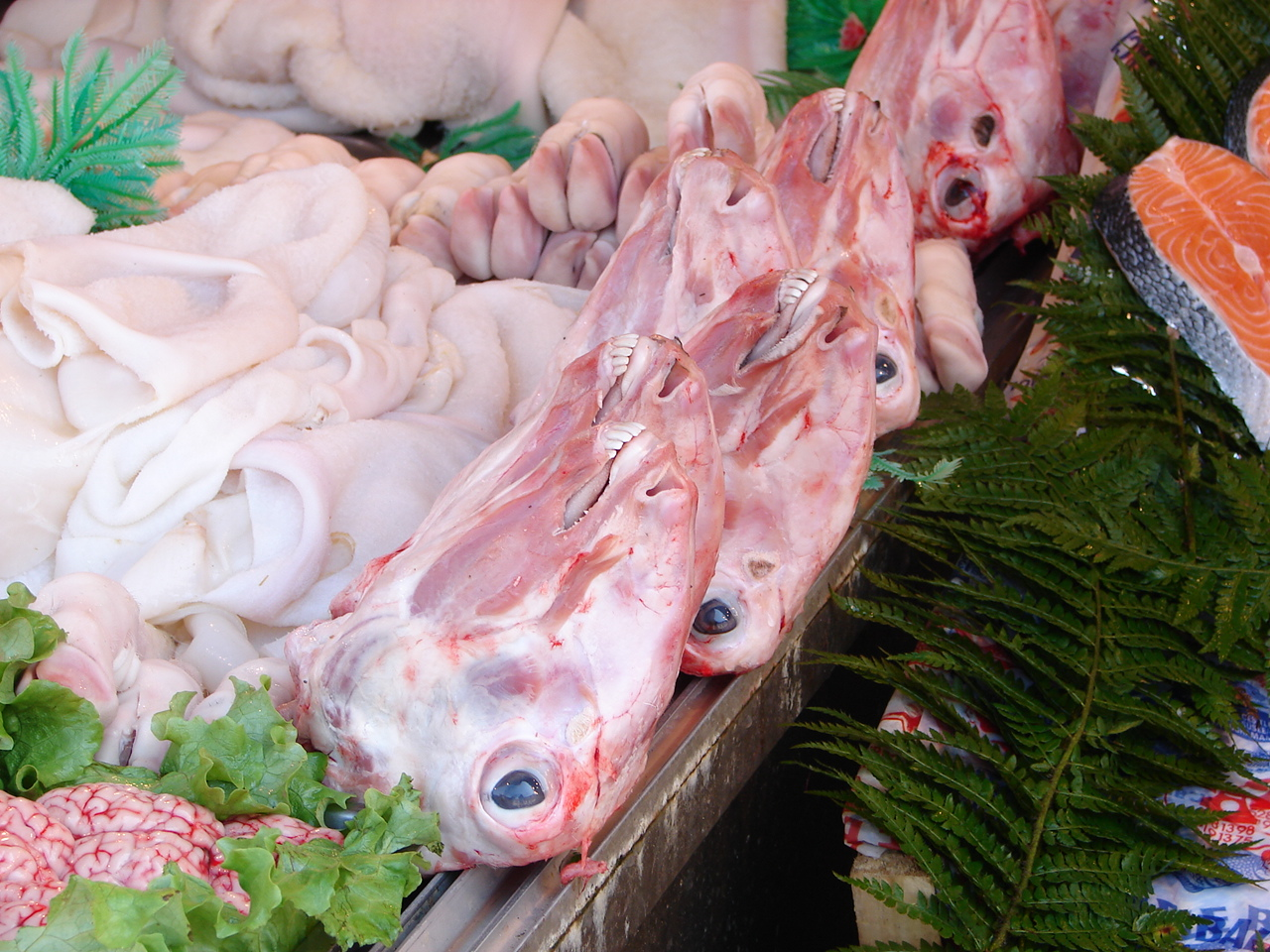
Ovčí hlavy jsou oblíbené ve Skandinávii

Vnitřnosti či droby jsou vnitřní orgány zvířat, chápou se jako vedlejší produkt vzniklý při jatečné výrobě masa. Mezi běžně konzumované vnitřnosti patří srdce, játra, slezina, ledviny, plíce, střeva (pro výrobu jitrnic), žaludek a mozek. Konzumace hovězího mozku může způsobit závažné onemocnění - prionovou nemoc.
Pod označení droby či drůbky již nespadají pouze vnitřní orgány, ale patří sem i další jatečně méně hodnotné části zvířete, odstraněné při bourání, jako např. kuřecí krky, vepřové ocásky a nožičky či celé hlavy.